# Внешняя политика Лаоса

Страны, в которых расположены дипломатические миссии Лаоса

Внешняя политика Лаоса — внешняя политика Лаосской народно-демократической республики (ЛНДР). Лаос является слаборазвитым небольшим по населению аграрным государством, не имеющим выхода к морю. Его внешняя политика — лавирование между тремя крупными соседними странами бассейна Меконга: Таиландом, Китаем и Вьетнамом. С последними двумя государствами Лаос сближает наличие социалистической системы. На эти три страны приходится значительная часть внешней торговли Лаоса, который продает сырье (металлы, сельскохозяйственную продукцию, лесоматериалы), а импортирует оборудование. Бедность делает Лаос страной, сильно зависимой от помощи международных организаций и иностранных государств. Значительная часть слаборазвитой промышленности Лаоса в 1990-е — 2000-е годы оказалась в собственности иностранных компаний.
Лаос не входит и не входил в военные блоки, но является членом ряда международных организаций — ООН, АСЕАН, ВТО. Дипломатические отношения у Лаоса установлены со 135 странами (на 2013 год), но далеко не во всех из них открыты дипломатические миссии Лаоса.

## История
Государства на территории нынешнего Лаоса еще в средние века поддерживали отношения с Вьетнамом, Китаем и Камбоджей. Длительное время Лаос входил в состав Французского Индокитая. После обретения независимости Лаос сильно зависел от иностранной помощи и поддерживал отношения с ограниченным кругом государств. В 1975 году у Лаоса были дипломатические отношения только с 43 странами. Провозглашение Лаосской народно-демократической республики, вошедшей в просоветский социалистический лагерь, привело к ухудшению отношений Лаоса с Таиландом и капиталистическими государствами Запада. Распад СССР привел к улучшению отношений с капиталистическими странами. В 1990-е — 2010-е годы Лаос установил дипломатические отношения со многими государствами мира. В 2005 году Лаос имел дипломатические отношения со 122 государствами. По состоянию на 2013 год Лаос имел дипломатические отношения уже со 135 государствами.
После развала советского блока и уменьшения поддержки со стороны Вьетнама, Лаос начал активно развивать региональные связи. При этом ЛНДР проводит политику балансирования между тремя соседями: Таиландом, Китаем и Вьетнамом. Эта политика позволяет избежать односторонней зависимость от какого-то одного соседа, так как социалистические Китай и Вьетнам являются соперниками. Например, большие группы лаосских руководящих работников обучаются в КНР и Вьетнаме. Только в 2008 году во Вьетнаме учились 3638 лаосцев, а в 2007 году в КНР стажировались 223 гражданина ЛНДР. В 2008/09 финансовом году одобренные прямые инвестиции Китая составили 239,4 млн долларов (32 проекта), а Вьетнама — 1349,8 млн долларов (38 проектов).
Важной особенностью внешней политики Лаоса является активное привлечение иностранной помощи, причем из самых разных государств. Список доноров меняется в зависимости от политических предпочтений лаосского руководства. В 1975 - 1990 годах основная часть безвозмездных грантов в Лаос поступала от социалистических стран. Затем помощь от социалистических государств упала до нуля и донорами Лаоса стали капиталистические страны, в том числе Япония и США.
Например, в 2005 году Япония выделила ЛНДР помощь в размере 300 млн йен на закупку продовольствия для жертв наводнения, списала долг в 594 млн йен, а также передала республике несколько начальных школ. Южная Корея в том же году подарила Лаосу аппаратуру для школ, Бруней выделил грант на строительство во Вьентьяне центра для больных наркоманией, а Сингапур дает деньги с 1993 года на строительство и модернизацию дорог. Кроме того, Лаос получал помощь от ООН и ФАО. В 2006 году страна была объявлена свободной от наркотиков.
В июле 1997 года Лаос вступил в АСЕАН, а в 2013 году был принят во Всемирную торговую организацию.

## Внешнеэкономические связи
Слаборазвитая промышленность Лаоса, созданная в значительной мере в 1990-е - 2000-е годы во многом ориентируется на рынки соседних стран. Лаос поставляет сырье, а также производит очень трудоемкие комплектующие. Развита сборка техники из иностранных деталей (как для внутреннего рынка, так и для внутреннего потребления). Например, с 2004 года Лаосе работают семь заводов на которых собирают китайские мотоциклы.

### Внешняя торговля
По состоянию на 2016 год Лаос поддерживал торговые отношения более, чем с 60 странами С 16 государствами из их числа были заключены двусторонние торговые соглашения, в том числе с США, Аргентиной и азиатскими государствами. Основные торговые партнеры - страны АСЕАН, США, ЕС, Япония и Китай.
Лаос экспортирует (на 2010-е годы) сушеные фрукты и овощи, сахар, напитки (фруктовые соки, питьевую воду, растворимый кофе, пиво), табак, муку из различных видов зерна.
Кроме того, Лаос экспортирует электроэнергию в Таиланд, выработанную Меконгом, за что получил прозвище «батарейка АСЕАН». За 2007 год Лаос продал во Вьетнам и Таиланд 12 тыс. мВт на сумму в 93 млн долларов.

### Иностранные инвестиции
В 2010 году вступил в силу Декрет о специальных экономических зонах и специфических (особых) экономических зонах в ЛНДР. В Лаосе иностранец (иностранная компания) не может приобрести землю в собственность, но может ее арендовать на длительный срок (с возможностью продления срока аренды) — до 30 лет у гражданина, до 50 лет у правительства и до 70 лет в специальной экономической зоне. Ключевые отрасли лаосской промышленности во многом принадлежат иностранному капиталу. Например, швейная отрасль (около 20 % занятых в лаосской промышленности) находится в таком состоянии: половина фабрик принадлежит иностранному капиталу и четверть — смешанному. При этом швейные фабрики, принадлежащие лаосцам, обычно являются подрядчиками у иностранных компаний. К 2010 году почти вся промышленность Лаоса находилась в руках иностранных компаний и только 10 — 20 % ее принадлежало лаосским властям.
В Лаосе есть созданные иностранными инвесторами предприятия, которые занимаются сборкой продукции из импортных деталей. Например, с 2004 года работают семь заводов по сборке китайских мотоциклов. Иностранные инвестиции в горнодобывающую промышленность приводят к тому, что основная часть лаосского металла уходит за рубеж. Например, из 6 тонн добываемого в Сепхоне золота 5 тонн уходили в Китай. В 2008 году из Таиланда в Лаос была проложена первая в ЛНДР железная дорога (3,5 км по лаосской территории).

## Двусторонние отношения Лаоса
Лаос поддерживает двусторонние отношения со 135 странами. Наиболее значимыми являются отношения с более развитыми соседями бассейна Меконга — Вьетнамом, Китаем и Таиландом. Они, а также развитые страны (США, Южная Корея и Япония) оказывают помощь в развитии Лаоса.

### Вьетнам
В период гражданской войны вооруженные силы Вьетнама сыграли значительную роль в создании Лаосской народно-демократической республики. Вьетнам является одним из важнейших торговых партнеров Лаоса.

### Китай
Дипломатические отношения между Китаем и Лаосом были установлены в 1953 году. Протяжённость государственной границы между странами составляет 423 км. С Китаем Лаос сближает то, что обе страны относятся к социалистическим. В Лаосе ряд предприятий принадлежит китайскому капиталу, КНР также помогает в подготовке лаосских кадров.

### Камбоджа
Камбоджа является соседом Лаоса (общая граница имеет протяженность 555 км). Обе страны связаны рекой Меконг. Однако объем торговли Лаоса с Камбоджей намного меньше, чем с Индией, с которой у ЛНДР общей границы нет. В 2015 году товарооборот между Камбоджей и Лаосом достиг суммы 24,5 млн долларов США.

### Индия
Дипломатические отношения между Индией и Лаосом были установлены в феврале 1956 года. В том же году Раджендра Прасад стал первым президентом Индии посетившим Лаос. В декабре 1975 года президент Лаоса Суфанувонг осуществил свой первый государственный визит на этой должности в Индию. Индия — один из важнейших торговых партнеров Лаоса. В 2012 году объем взаимного товарооборота составил сумму 167,49 млн долларов США.

### Россия

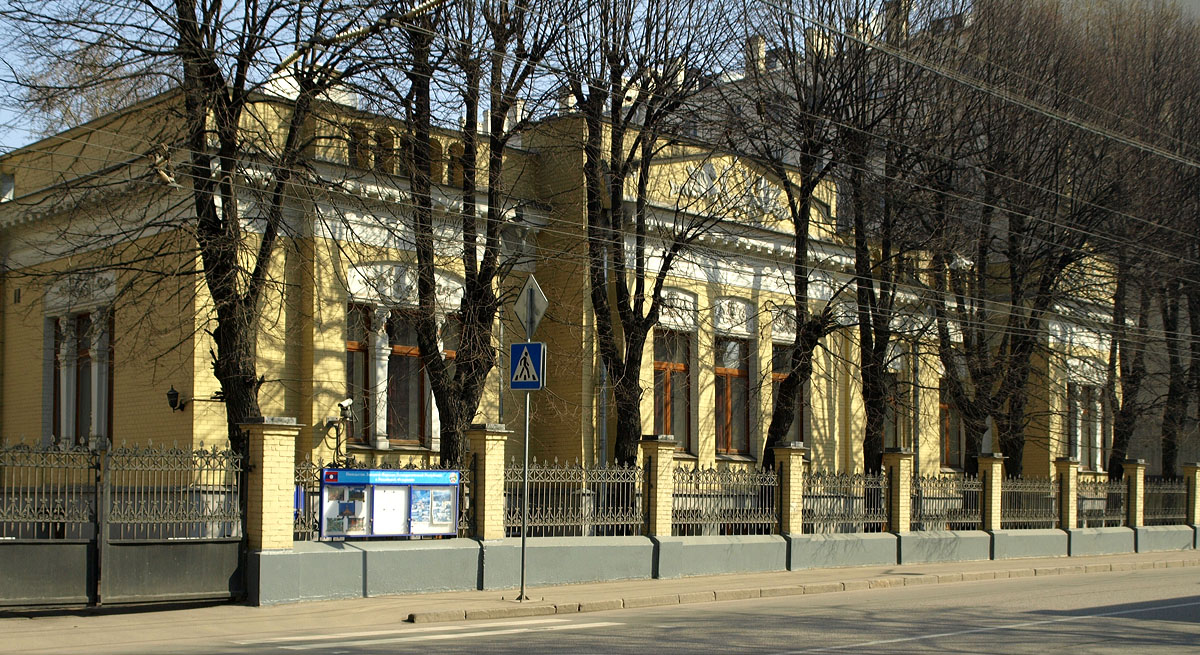
Посольство Лаоса в Москве

Дипломатические отношения между Лаосом и СССР были установлены 7 октября 1960 года. СССР поддерживал борьбу Лаоса за независимость от Франции. Советский Союз принимал активное участие в Женевском совещании по Лаосу (16 мая 1961 года — 23 июля 1962 года), внеся на обсуждение Декларацию о нейтралитете Лаоса и Протокол к ней. После провозглашения Лаосской народно-демократической республики западные страны полностью прекратили помощь Лаосу. В этих условиях СССР оказывал на протяжении десятилетий Лаосу самую разнообразную помощь. В Лаосе были построены 62 хозяйственных объекта, в советских и российских образовательных учреждениях прошли обучение более 13 тыс. лаосских специалистов. К 1991 году между СССР и Лаосом были заключены 53 двусторонних договора. 31 декабря 1991 года Лаос признал Российскую Федерацию в качестве правопреемника СССР. Распад СССР привел к тому, что двусторонние отношения были в значительной мере свернуты, а Лаос стал ориентироваться на АСЕАН и страны Запада. Двусторонний товарооборот сократился. В 2008 году объем российско-лаосской торговли составил 6,85 млн долларов. В 2000-е годы двусторонние связи отчасти восстановились. В июле 2003 года Россию с официальным визитом посетил премьер-министр Лаоса Б. Ворачит. Возобновилось обучение лаосцев в российских вузах. С 2005 года Россия предоставляет государственные стипендии на эти цели (на 2010 год в РФ обучалось около 100 лаосцев). Российские инвестиции невелики — по состоянию на 2013 год Россия по объему инвестиций в экономику Лаоса занимала только 25 место среди иностранных инвесторов. Поток туристов из России в Лаос невелик — в 2013 году он не превысил 4 тыс. человек.

### Таиланд
Таиланд и государства на территории Лаоса поддерживали отношения с XV века. Обе страны разделяет граница по Меконгу. После провозглашения ЛНДР, вошедшей в социалистический лагерь, двусторонние отношения ухудшились — Таиланд принадлежал к капиталистическому лагерю и являлся союзником США. В 1987—1988 годах между двумя странами произошел вооруженный приграничный конфликт, закончившийся победой ЛНДР. В 1990-е — 2000-е годы двусторонние отношения улучшились. Таиланд является одним из основных инвесторов в лаосскую экономику и покупателем ее продукции. Через пограничную реку Меконг в 1990-е — 2000-е годы были перекинуты три моста, соединившие Таиланд и Лаос. В 2008 году из Таиланда в Лаос была проложена первая в ЛНДР железная дорога (3,5 км по лаосской территории).

### Мьянма
На северо-западе Лаос граничит с Мьянмой, точнее с горными районами этой страны, в которых много десятилетий до 2012 года шла гражданская война. Районы по обе стороны лаосско-мьнманской границы входят в состав «Золотого треугольника», одного из важнейших центров незаконного производства наркотиков в мире. 11 мая 2015 года президент Лаоса Тюммали Сайнясон и президент Мьянмы Тейн Сейн официально открыли Лаосско-мьянманский «Мост дружбы» через реку Меконг. Лидеры двух стран назвали этот мост символом тесного сотрудничества между Лаосом и Мьянмой. Реализация проекта обошлась в 26 млн долларов США. Строительство моста было начато 16 февраля 2013 года и было завершено на пять месяцев раньше запланированного срока. Сам мост длиной 691 метров, не включая подъездные пути: 758 метров со стороны Лаоса и 610 метров дороги со стороны Мьянмы.

### США
После получения независимости отношения Лаоса и США развивались тяжело. Территория Лаоса подверглась бомбардировкам американской авиации. За период с 1964 по 1973 годы американская сторона сбросила на территорию Лаоса 2 млн тонн бомб, часть из которых обезвредить не удалось даже в 2010 годы. После распада СССР двусторонние отношения улучшились. В сентябре 2016 года саммит АСЕАН, проходивший во Вьентьяне посетил президент США Б. Обама, который критиковал лаосскую сторону за нарушение прав человека.

## Лаос и международные организации
Лаос очень зависит от иностранной помощи. Например, в 2007 году лаосский бюджет получил иностранных дотаций от клуба 22-х стран-доноров в размере 433 млн долларов (11 % ВВП Лаоса). Лаос входит в ВТО (с 2013 года, с 1998 года в статусе страны-наблюдателя), АСЕАН (с 1997 года), ООН. В сентябре 2016 года в Лаосе прошел саммит АСЕАН.